# Stanislav Kovář (grafik)
Stanislav Kovář (11. června 1921 – 19. ledna 1985) byl český grafik, který se zabýval především užitou grafikou, plakátovou tvorbou, byl výtvarníkem výstav českého skla po celé Evropě a autorem knižních ilustrací a log.

## Život
Vystudoval Rotterovu školu reklamní grafiky v Praze (absolvoval v roce 1940) a dále se soukromě vzdělával u akademického malíře Václava Hejny. V letech 1940–1941 se podílel na tvorbě plakátů pro Divadlo E. F. Buriana. V roce 1947 byl jedním ze spoluautorů knihy Prodáváme reklamou, jež byla jednou z prvních československých publikací, která zahrnula moderní poznatky z psychologie a sociologie trhu.
Na počátku své dráhy spolupracoval se svými spolužáky z Rotterovy školy grafiky Marcelem Pokorným a Duňou Civínovou – Böhmovou. Od jejího vzniku byl jedním z významných členů skupiny výtvarníku Horizont, v rámci které vystavoval na mnoha výstavách v Československu i v zahraničí. Byl členem mezinárodních organizací AGI (Alliance Graphique Internationale) a v letech 1970–1972 působil ve vedení organizace ICOGRADA (International Council of Graphic Design Associations).
Profesní dráha Stanislava Kováře byla spjata s výtvarným řešením výstav českého skla. Podílel se na koncepci výstav českého sklářství v Moskvě (1959) a Monte Carlu (1960), navrhoval plakáty pro sklárny v Novém Boru a Jablonci nad Nisou.
Dalším pilířem jeho tvorby byly všechny oblasti užité grafiky. Vytvořil celou řadu dodnes používaných a známých log jako například logo Crystalexu, které bylo ztvárněno i ve formě trojrozměrné plastiky před sídlem továrny v Novém Boru.
V rodinné tradici v ateliéru nesoucím jeho jméno pokračuje i dcera Zuzana Kovářová (*1948), grafička a textilní výtvarnice a vnuk Martin Aaron Hořínek (*1979) výtvarník a režisér animovaných filmů.

## Výstavy

### Samostatné souborné výstavy
- 1964: Muzeum skla a bižuterie v Jablonci nad Nisou
- 1969: Galerie Jaroslava Fragnera v Praze
- 1981: Galerie d v Praze
- 1982: PKO, Ostrava
- 1982: Klatovy

### Účast na výstavách
- 1954: celostátní výstava užité grafiky v Praze
- 1960, 1963: výstavy skupiny Horizont v Praze
- 1961, 1962: mezinárodní výstava plakátů v Livornu
- 1964, 1968, 1974, 1978: Bienále užité grafiky v Brně
- 1966 – 1980: mezinárodní bienále plakátu ve Varšavě
- 1966: československá užitá grafika v Moskvě
- 1966: výstavy skupiny Horizont ve Stuttgartu, Aténách, Frankfurtu nad Mohanem
- 1967: československý design v Londýně
- 1968: československá užitá grafika ve Wuppertalu
- 1968: "Who is who", Eindhoven, Nizozemsko
- 1978: výstava československého plakátu v Havaně
- 1979, 1981: výstavy užité grafiky v Praze
- 1981: československý plakát, Liverpool
- 1981: mezinárodní výstava plakátu pozvaných autorů, Colorado, USA